# Tabernaemontana eglandulosa
Tabernaemontana eglandulosa är en oleanderväxtart som beskrevs av Otto Stapf. Tabernaemontana eglandulosa ingår i släktet Tabernaemontana och familjen oleanderväxter. Inga underarter finns listade i Catalogue of Life.